# 第10回デトロイト映画批評家協会賞
第10回デトロイト映画批評家協会賞は2016年の映画を対象としており、2016年12月14日にノミネーションが発表された。なお、受賞者は同年12月19日に発表された。

## 受賞・ノミネート一覧
※受賞は太字。

### 作品賞
- 『ラ・ラ・ランド』
- 『最後の追跡』
- 『ムーンライト』
- 『マンチェスター・バイ・ザ・シー』
- 『スウィート17モンスター』

### 監督賞
- デイミアン・チャゼル - 『ラ・ラ・ランド』
- バリー・ジェンキンス - 『ムーンライト』
- ケネス・ロナーガン - 『マンチェスター・バイ・ザ・シー』
- デヴィッド・マッケンジー - 『最後の追跡』
- デンゼル・ワシントン - 『フェンス』

### 主演男優賞
- ジョエル・エドガートン - 『ラビング 愛という名前のふたり』
- ケイシー・アフレック - 『マンチェスター・バイ・ザ・シー』
- デンゼル・ワシントン - 『フェンス』
- ライアン・ゴズリング - 『ラ・ラ・ランド』
- アンドリュー・ガーフィールド - 『ハクソー・リッジ』

### 主演女優賞
- エマ・ストーン - 『ラ・ラ・ランド』
- ナタリー・ポートマン - 『ジャッキー/ファーストレディ 最後の使命』
- エイミー・アダムス - 『メッセージ』
- アネット・ベニング - 『20センチュリー・ウーマン』
- レベッカ・ホール - 『Christine』
- ルース・ネッガ - 『ラビング 愛という名前のふたり』

### 助演男優賞
- オールデン・エアエンライク - 『ヘイル、シーザー!』
- マハーシャラ・アリ - 『ムーンライト』
- レイフ・ファインズ - 『胸騒ぎのシチリア』
- ルーカス・ヘッジズ - 『マンチェスター・バイ・ザ・シー』
- ジェフ・ブリッジス - 『最後の追跡』

### 助演女優賞
- ヴィオラ・デイヴィス - 『フェンス』
- グレタ・ガーウィグ - 『20センチュリー・ウーマン』
- フェリシティ・ジョーンズ - 『怪物はささやく』
- エル・ファニング - 『20センチュリー・ウーマン』
- ミシェル・ウィリアムズ - 『マンチェスター・バイ・ザ・シー』

### アンサンブル演技賞
- 『マンチェスター・バイ・ザ・シー』
- 『ムーンライト』
- 『エブリバディ・ウォンツ・サム!! 世界はボクらの手の中に』
- 『20センチュリー・ウーマン』
- 『最後の追跡』

### 脚本賞
- エリック・ハイセラー - 『メッセージ』
- デイミアン・チャゼル - 『ラ・ラ・ランド』
- ケネス・ロナーガン - 『マンチェスター・バイ・ザ・シー』
- テイラー・シェリダン - 『最後の追跡』
- バリー・ジェンキンス - 『ムーンライト』

### ブレイクスルー賞
- ケリー・フレモン・クレイグ - 『スウィート17モンスター』での演出及び脚本に対して
- ルーカス・ヘッジズ - 『マンチェスター・バイ・ザ・シー』での演技に対して
- マハーシャラ・アリ - 『ドリーム』と『ムーンライト』での演技に対して
- バリー・ジェンキンス - 『ムーンライト』での演出及び脚本に対して
- トレヴァンテ・ローズ - 『ムーンライト』での演技に対して
- トレイ・エドワード・シュルツ - 『Krisha』での演出及び脚本に対して

### ドキュメンタリー映画賞
- 『ぼくと魔法の言葉たち』
- 『Tickled』
- 『ウィーナー 懲りない男の選挙ウォーズ』
- 『ギフト 僕がきみに残せるもの』
- 『O.J.: Made in America』
- 『13th -憲法修正第13条-』